# 月明かりの闇
『月明かりの闇』（つきあかりのやみ、原題：Dark of The Moon）は、ジョン・ディクスン・カーの長編推理小説。名探偵のフェル博士が登場する最後の長編である。

## あらすじ
60年代のアメリカ南部のメイナード邸。多くの宿泊客が滞在するなか、深夜に何者かが屋敷に侵入、案山子（かかし）が盗まれた。数日後には兵器保管室からトマホークと呼ばれる昔の兵具（斧の一種）が消えていた。
先祖のメイナード提督も過去に謎の死をとげており、さらに、結婚詐欺を繰り返し資産を巻き上げる重婚女囚も、最近出所して近郷に潜んでいる事が一家や宿泊客を不安にさせる。そして、現当主のヘンリーが撲殺されて発見されるが、現場には犠牲者以外の足跡が無い。
英文学講師アランとともに、メイナード邸に招待されたフェル博士が怪事件の調査に乗り出す。ところが邸内の黒板には、メイナード一族と過去に因縁のある「Ｎ・Ｓ」の署名で、たびたび事件のヒントや手掛かりのありかを仄めかす怪文書が書かれ、登場人物たちは振り回されてしまう。

## 登場人物
- ヘンリー（ハンク）・メイナード - メイナード邸の家主。フェル博士に先んじ、多くの宿泊客を屋敷に滞在させている。最近亡くなった兄の遺産も相続した。
- マッジ・メイナード - ヘンリーの娘。明るい茶色の瞳とブロンドの髪が魅力的な女性。謎の恋人がいるらしい。
- ヤンス（ヤンシー）・ビール - マッジの友人の青年。南部出身の弁護士で北部人に複雑な思いがある。
- リプトン（リップ）・ヒルボロ - 同じくマッジの友人の青年。北部出身の弁護士で野球が好き。
- カミーラ・ブルース - マッジの友人の女性。数学教師。アランとは議論や喧嘩ばかりするが好きの裏返しともとれる。
- ロバート（ボブ）・グランドール - ヘンリーの友人。五十四歳だが運動選手のように体格が良い。中西部の出身。元新聞記者で有閑階級の小金持ち。
- ヴァレリー・ヒューイット - ヘンリーやロバートの友人。背が高く行動的で活発な女性。
- マーカス（マーク）・シェルダン - メイナード一家と昵懇な医師。妻はメイナード邸に近づこうとせず、医師自身も突飛で挙動不審な一面を見せる。
- ジョージ - メイナード邸の使用人頭。
- ジュディス - 同じくメイナード邸のメイド。
- アラン・グランサム - 英文学の大学講師。三十代半ばでリップやヤンシーより幾分年上。フェル博士と自動車でメイナード邸を訪問する。
- アッシュクロフト - 警部。ダックワーク部長刑事ほか複数の部下を率いて捜査をする。
- ギディオン・フェル博士 - 数々の難事件を解決した名探偵。

## 提示される謎
- 不可能犯罪（死体のある現場には、被害者以外の足跡が無い）
- スリーピング・マーダー（眠る殺人。先祖の怪死と現在進行中の事件の関連性）と怪文書を残す人物「Ｎ・Ｓ」の正体。
- ヒロインの見えない恋人はどの男性なのか。

## 特記事項
- フェル博士最後の事件ではあるが、ドルリー・レーンや隅の老人のような所謂「最後の事件」らしいところは無く、続編がいくらでも書ける終わり方になっている。
- 本作以降もカーは、長編推理小説を引き続き発表するが、いずれも歴史ミステリであり、シリーズ探偵のフェル博士もヘンリー・メリヴェール卿も登場しない。
- 『妖女の隠れ家』で四十七歳[1]だったフェル博士は、本作では八十一歳になっているが印象はあまり変わらない[2]。
- 1960年代の事件らしく、テレビ・野球・映画・電話・自動車・録音機など近現代のアイテムが随所に描写され、カーの初期長編にありがちなおどろおどろしい怪奇要素が薄いモダンな作風になっている。
- 犯人・殺人方法・ヒロインが愛した恋人・密告者の正体を凌ぐ程の「衝撃の事実」が最後に明かされ、読者のみならず登場人物たちをも驚愕させる。さらにおまけとして「二度目の威嚇」のような皮肉な結末が紹介され、皆が舞台であるメイナード邸から退場していく。

## 日本語訳書
- 『月明かりの闇　フェル博士最後の事件』 田口 俊樹訳、原書房、2000年 ISBN 978-4562032921
- 『月明かりの闇　フェル博士最後の事件』 田口 俊樹訳、早川書房、2004年 ISBN 978-4150703677